# Xiva (Foia de Bunyol)
|  | Per a altres significats, vegeu «Xiva (desambiguació)». |

Xiva (en castellà i oficialment Chiva) és un municipi del País Valencià situat a la comarca de la Foia de Bunyol.
Limita amb Bunyol, Xest, Godelleta i Setaigües (a la mateixa comarca); amb Aldaia i Quart de Poblet (a l'Horta Oest), Xestalgar (Els Serrans), Riba-roja de Túria (Camp de Túria) i Torrent (l'Horta Sud).

## Geografia
L'enorme terme municipal, el més extensa de la comarca, està solcat pels barrancs de Xiva, Ballesteros, la Cueva Morica, Sechara i la Hoz. Hi ha les fonts de Marjana, Enebro, Umbría, Els Conills i Vista Alegre. La serra de Xiva, finalment, presenta paratges com ara La Alhóndiga, La Umbría i El Enebro.

## Història

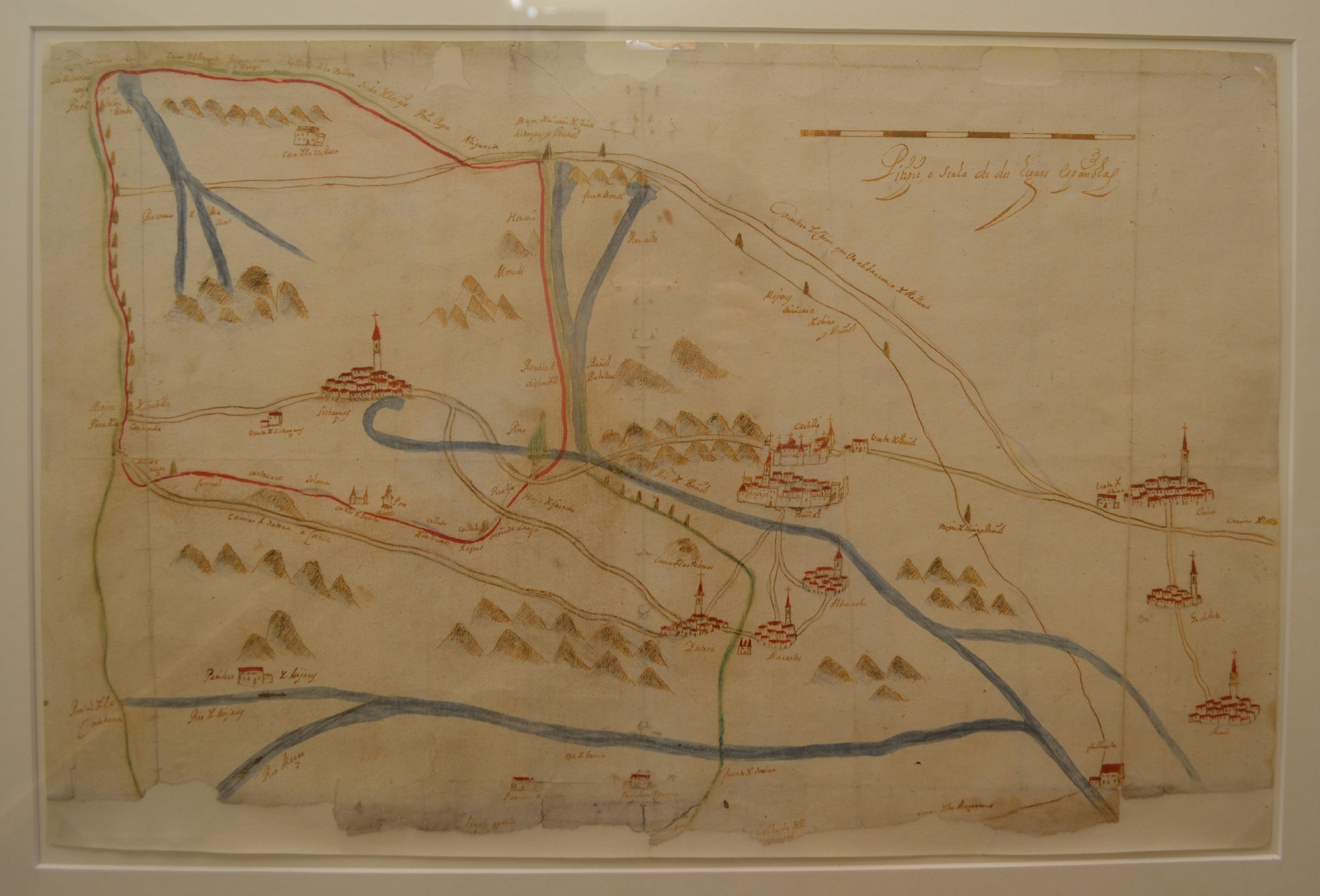
Mapa dels termes municipals de Setaigües, Bunyol, Xiva i Macastre (1717)

En el terme de Xiva s'han trobat restes de l'Edat dels Metalls, de l'època ibèrica i de la romana. Conquerida cap al 1246 o 1247 als musulmans per Jaume I, hi va prevaler gran part de la població musulmana i canvià constantment de mans senyorials als segles següents.
El 1363 fou presa per Pere el Cruel durant la guerra dels Dos Peres. Quan el 1519 esclata el moviment de les Germanies, encetat per sectors artesans i burgesos del litoral, aquesta població s'hi confrontarà, ja que els aixecats exigixen el bateig dels musulmans. L'expulsió d'aquests elements moriscos el 1609 originà un despoblament quasi total del terme, que la carta pobla oferta per Gaston de Moncada, virrei d'Aragó i senyor aleshores de la baronia de Xiva, no va resoldre de manera total. Cavaries, cap al 1797, constata una important recuperació demogràfica lligada principalment al desenvolupament de l'agricultura tant de secà com de regadiu. El rebuig de les exigències senyorials contribuïx a explicar el suport a l'arxiduc Carles en la Guerra de Successió, a primeries del segle xviii, i l'afany d'incorporació a la Corona en les dècades següents.
En el segle xix, juntament a l'existència d'alguns carlins, lligats a la defensa de l'Antic Règim, és major en Xiva la presència de liberals, interessats en una sèrie de canvis profunds de signe burgès, que formen milícies per combatre Cabrera i d'altres generals carlins que actuen a la zona. La informació de Madoz cap al 1845-1850 revela algun desenvolupament industrial relacionat amb les activitats agràries, si bé és l'arribada posterior del ferrocarril i l'expansió de la vid el que portarà a una major vigorització econòmica.
En el segle XX es desenvolupa de manera important el moviment obrer, com ho demostra la repercussió que hi tingueren la vaga anarquista del 1911 i la de la crisi del 1917, així com els bons resultats electorals del PSOE el 1919 i l'experiència col·lectivitzadora anarquista durant la guerra civil. El període posterior del franquisme significarà un tancament per al moviment obrer i una insistència major en les fórmules cooperativistes. Durant tot aquest segle, s'assistix en Xiva a una major intensificació dels conreus, major desenvolupament industrial i creixement demogràfic important.

## Demografia
Durant el segle xx, la seua demografia ha sofert lleugeres oscil·lacions, si bé amb un balanç final positiu. Així, dels 4.945 habitants que tenia en 1900, passà a més de 15.000 en 2011.
| Evolució demogràfica (des de 1877) Censos de població | Evolució demogràfica (des de 1877) Censos de població | Evolució demogràfica (des de 1877) Censos de població |
| ----------------------------------------------------- | ----------------------------------------------------- | ----------------------------------------------------- |
|                                                       |                                                       |                                                       |
|                                                       |                                                       |                                                       |
|                                                       | Font: Institut Nacional d'Estadística                 |                                                       |

| Població | 9.721 | 10.126 | 10.483 | 10.847 | 11.386 | 11.815 | 12.398 | n.d. | 13.494 | 14.167 | 14.539 | 15.072 | 15.185 | 15.204 |

## Política i Govern

### Composició de la Corporació Municipal
El Ple de l'Ajuntament està format per 17 regidors. En les eleccions municipals de 26 de maig de 2019 foren elegits 5 regidors de Compromís y Más Chiva (Compromís y Más), 4 del Partit Popular (PP), 2 de Chiva Unida-Esquerra Unida-Seguim Endavant (EUPV), 2 de Vecinos Independientes de Chiva (VINCHI), 2 d'Alternativa Diseminados y Urbanizaciones de Chiva-Som Valencians (Aduc-SomVal), 1 de Ciutadans - Partit de la Ciutadania (Cs) i 1 del Partit Socialista del País Valencià (PSPV-PSOE).
| Eleccions municipals de 26 de maig de 2019 - Xiva |                                                                  |                                     |                                     |         |          |          |
| Candidatura | Candidatura                                                      | Candidatura                         | Cap de llista                       | Vots    | Vots     | Regidors |
| | Compromís i Más Chiva                                            |                                     | Emilio Morales Gaitán               | 1.704   | 23,72%   | 5 (+2)   |
| | Partit Popular                                                   |                                     | Pablo Boullosa Silvestre            | 1.611   | 22,42%   | 4 (-2)   |
| | Chiva Unida-Esquerra Unida-Seguim Endavant                       |                                     | Manu Clemente Silla                 | 1.013   | 14,10%   | 2 ()     |
| | Vecinos Independientes de Chiva                                  |                                     | Fernando Casanova Escorihuela       | 1.003   | 13,96%   | 2 ()     |
| | Alternativa Diseminados y Urbanizaciones de Chiva-Som Valencians |                                     | Manuel-Vicente Verdeguer Peralta    | 749     | 10,42%   | 2 (+1)   |
| | Ciutadans - Partit de la Ciutadania                              |                                     | Amparo Lapuente Casas               | 527     | 7,33%    | 1 ()     |
| | Partit Socialista del País Valencià-PSOE                         |                                     | Norberto Máñez Malea                | 520     | 7,24%    | 1 (-1)   |
| | Vots en blanc                                                    |                                     |                                     | 58      | 0,81%    |          |
| Total vots vàlids i regidors | Total vots vàlids i regidors                                     | Total vots vàlids i regidors        | Total vots vàlids i regidors        | 7.185   | 100 %    | 17       |
| | Vots nuls                                                        | Vots nuls                           | Vots nuls                           | 75      | 1,03%    |          |
| Participació (vots vàlids més nuls) | Participació (vots vàlids més nuls)                              | Participació (vots vàlids més nuls) | Participació (vots vàlids més nuls) | 7.260   | 63,18%** |          |
| Abstenció | Abstenció                                                        | Abstenció                           | Abstenció                           | 4.231*  | 36,82%** |          |
| Total cens electoral | Total cens electoral                                             | Total cens electoral                | Total cens electoral                | 11.489* | 100 %**  |          |
| Alcalde: Emilio Morales Gaitán (Compromís y más) (15/06/2019) Per majoria absoluta dels vots dels regidors (9 vots: 5 de Compromís y Más, 2 d'EUPV i 2 de Vinchi) |                                                                  |                                     |                                     |         |          |          |
| Fonts: Ministeri de l'Interior, Junta Electoral de Zona de Requena, Periòdic Ara. (* No són vots sinó electors. ** Percentatge respecte del cens electoral.)      |                                                                  |                                     |                                     |         |          |          |

### Alcaldes
| Període                       | Alcalde o alcaldessa                          | Partit polític            | Data de possessió     | Observacions        |
| ----------------------------- | --------------------------------------------- | ------------------------- | --------------------- | ------------------- |
| 1979–1983                     | Miguel Esteve Mateu                           | PSPV-PSOE                 | 19/04/1979            | --                  |
| 1983–1987                     | Miguel Esteve Mateu                           | PSPV-PSOE                 | 28/05/1983            | --                  |
| 1987–1991                     | Miguel Esteve Mateu                           | PSPV-PSOE                 | 30/06/1987            | --                  |
| 1991–1995                     | Miguel Esteve Mateu                           | PSPV-PSOE                 | 15/06/1991            | --                  |
| 1995–1999                     | Joaquín Salvo Burriel                         | PP                        | 17/06/1995            | --                  |
| 1999–2003                     | Joaquín Salvo Burriel José Luis Yebra Alarcón | PP PSPV-PSOE              | 3/7/1999 24/8/2000    | Moció de censura -- |
| 2003–2007                     | José Luis Yebra Alarcón José Manuel Haro Gil  | PSPV-PSOE PP              | 14/6/2003 22/3/2005   | Moció de censura -- |
| 2007–2011                     | José Manuel Haro Gil                          | PP                        | 16/06/2007            | --                  |
| 2011–2015                     | José Manuel Haro Gil                          | PP                        | 11/06/2011            | --                  |
| 2015–2019                     | José Manuel Haro Gil Emilio Morales Gaitán    | PP Compromís              | 13/06/2015 14/07/2015 | Dimissió --         |
| 2019-2023                     | Emilio Morales Gaitán                         | Compromís y Más           | 15/06/2019            | --                  |
| Des de 2023                   | Amparo Fort Enrique Navarro Yuste             | Partido Popular PSPV-PSOE | 17/06/2023            | Moció de censura    |
| Fonts: Generalitat Valenciana |                                               |                           |                       |                     |

## Economia
Xiva, per la seua proximitat a València i les seues bones comunicacions s'ha convertit en una ciutat de segona i, fins i tot, primera residència per als valencians de la capital la qual cosa fa que en la seua economia pese cada vegada més el sector serveis. La indústria també hi és una important font d'ingressos. L'agricultura, cada vegada menys, però amb bons vins i oli d'oliva, i la construcció complementen l'apartat econòmic del poble.

## Monuments
- Església de Sant Joan Baptista. 1775. Amb pintures de Josep Vergara (1726-1799).
- Santuari de la Verge del Castell.
- Castell de Xiva o també conegut com El Castell. Ruïnes romanes i àrabs. Molt deteriorat en les guerres carlistes, es troba en estat d'abandonament.
- La Torreta de Xiva. Àrab. Segle XI. Adossada a cases modernes i en penós estat. S'estudia la possibilitat de restaurar-la i habilitar-la com a museu etnogràfic.
- La Torre de telegrafia òptica de Chiva és una torre òptica, amb fusileres, que formava part de la línia de Madrid a Valencia.

## Galeria d'imatges

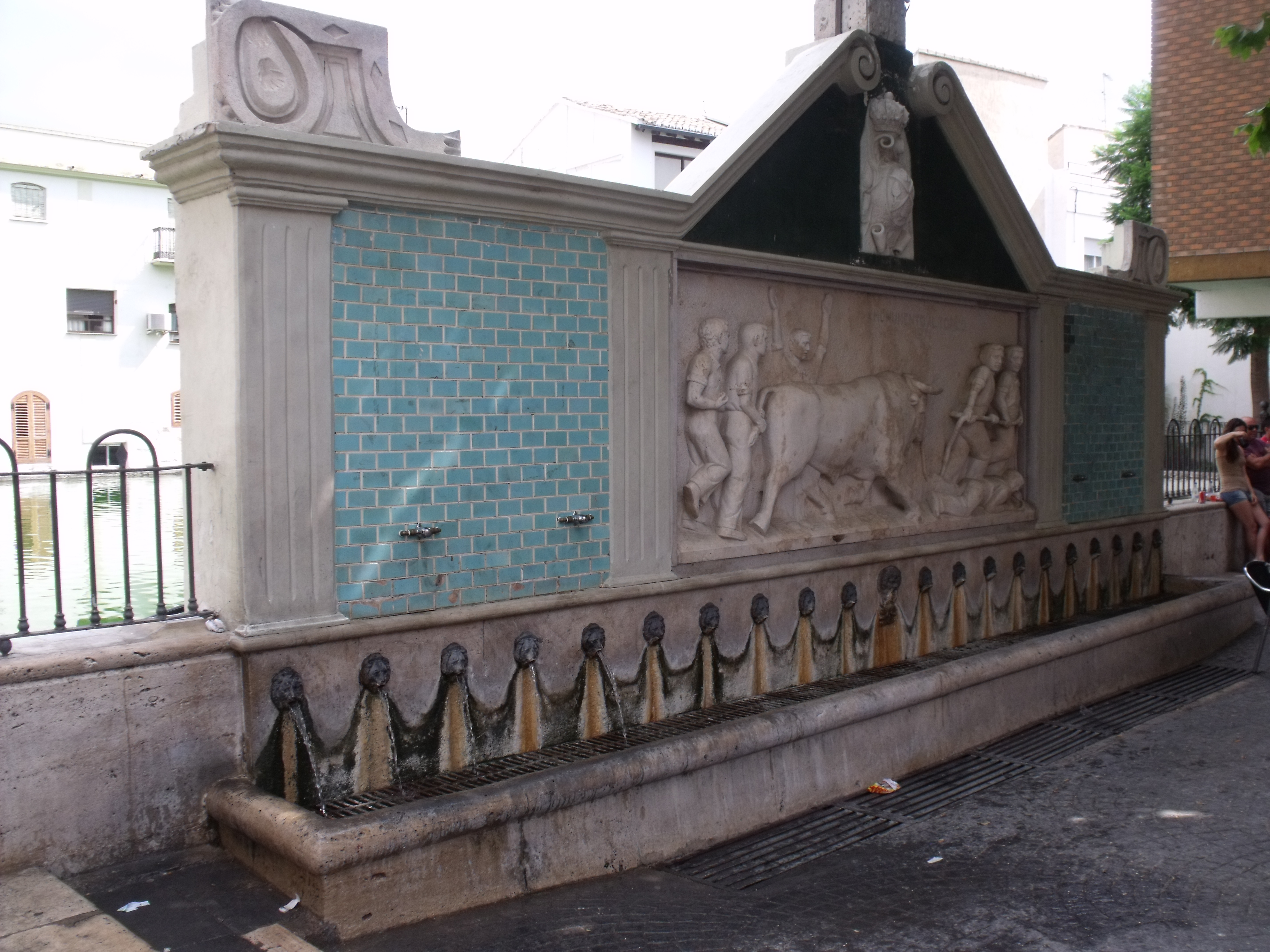
Font.
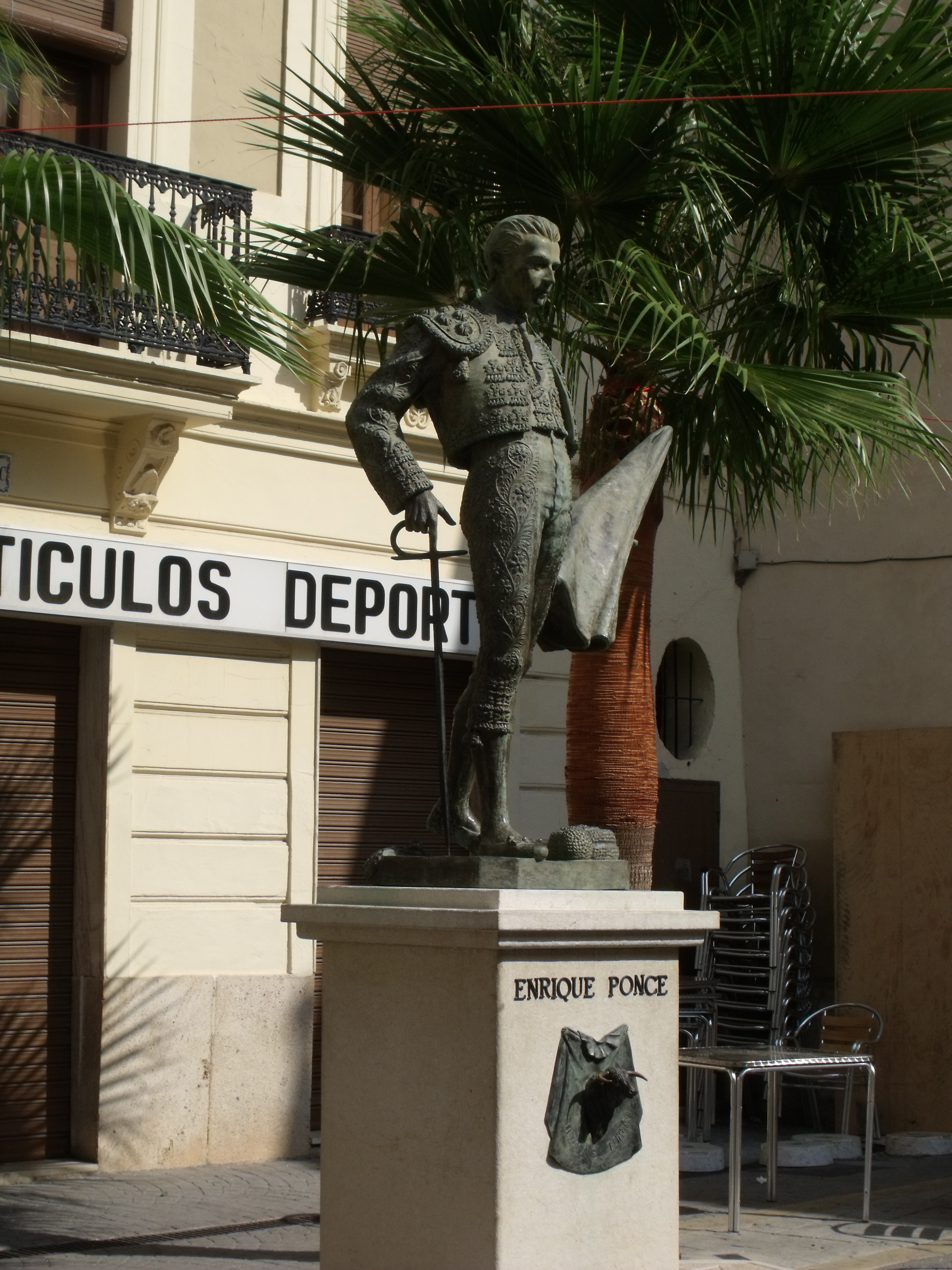
Estàtua d'Enrique Ponce.
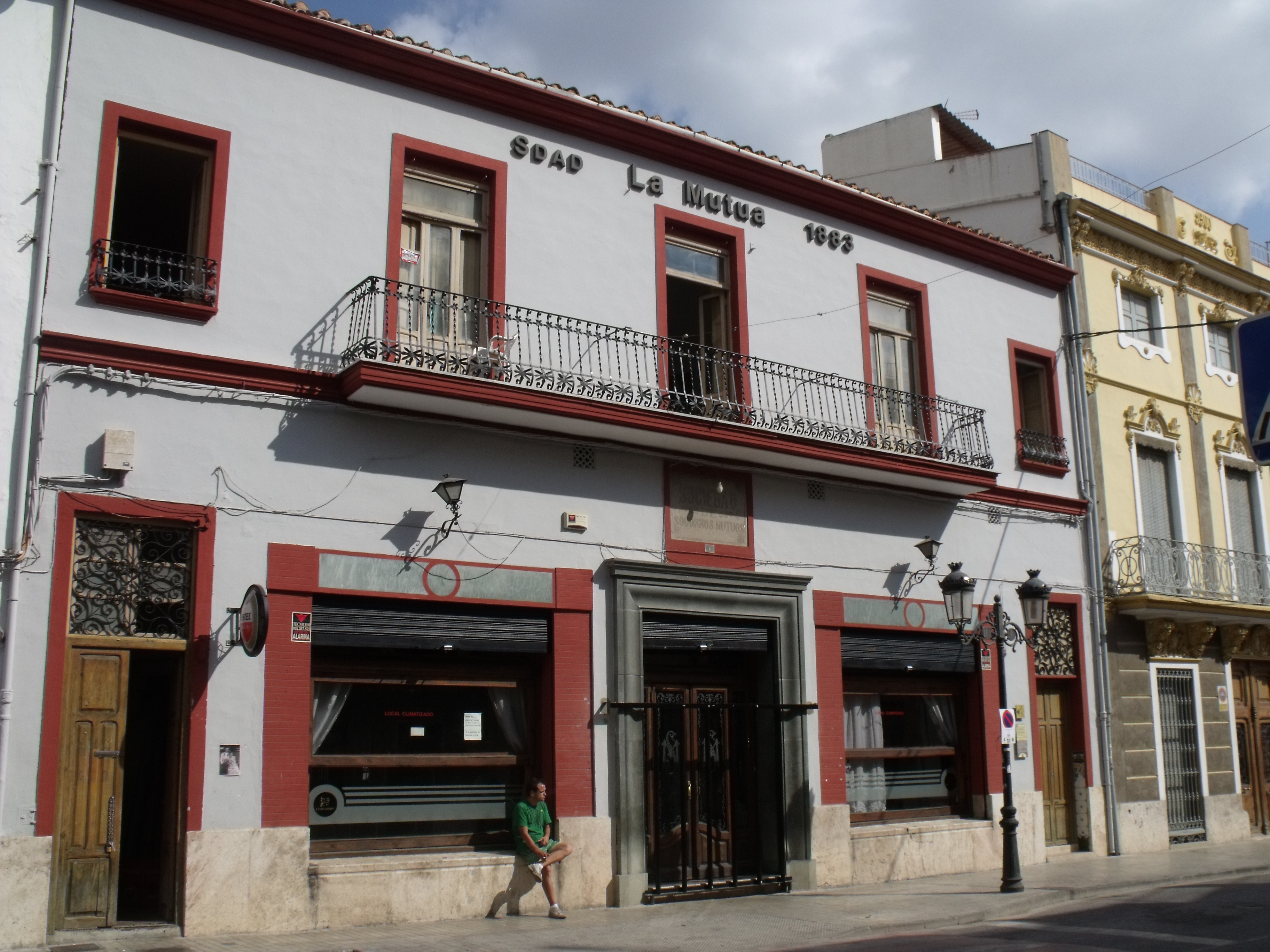
Societat La Mutua.
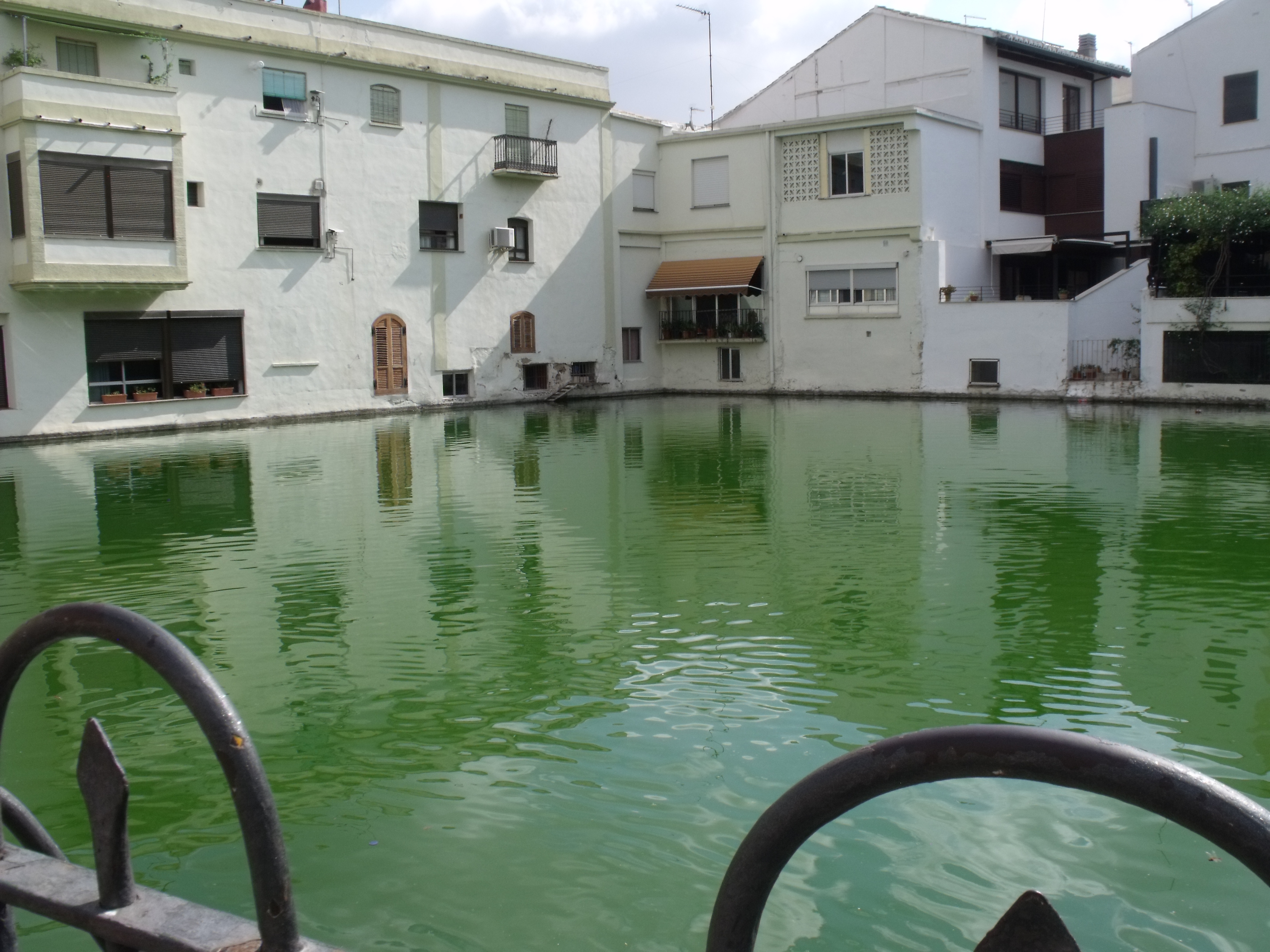
Balsa.
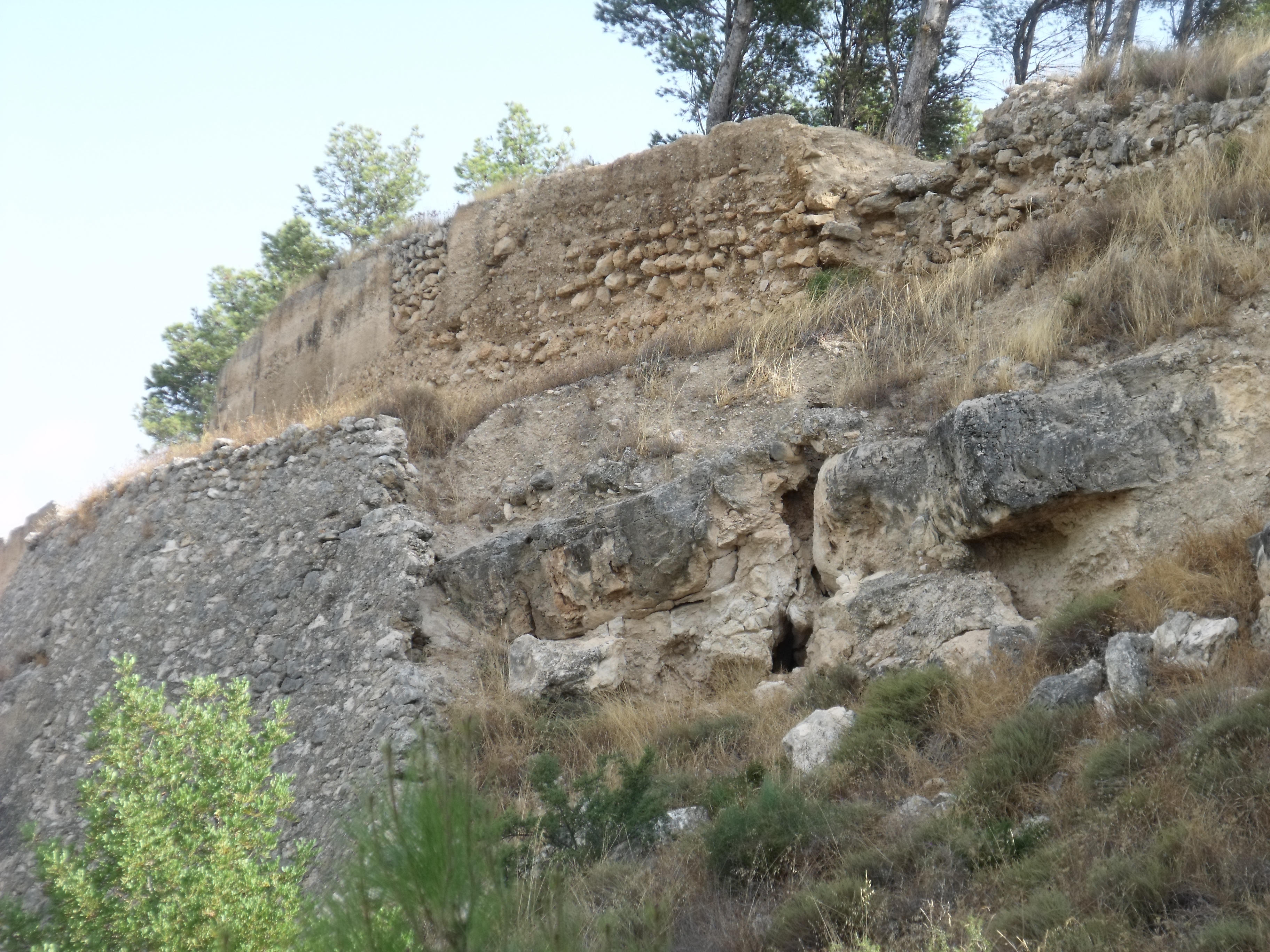
Castell.
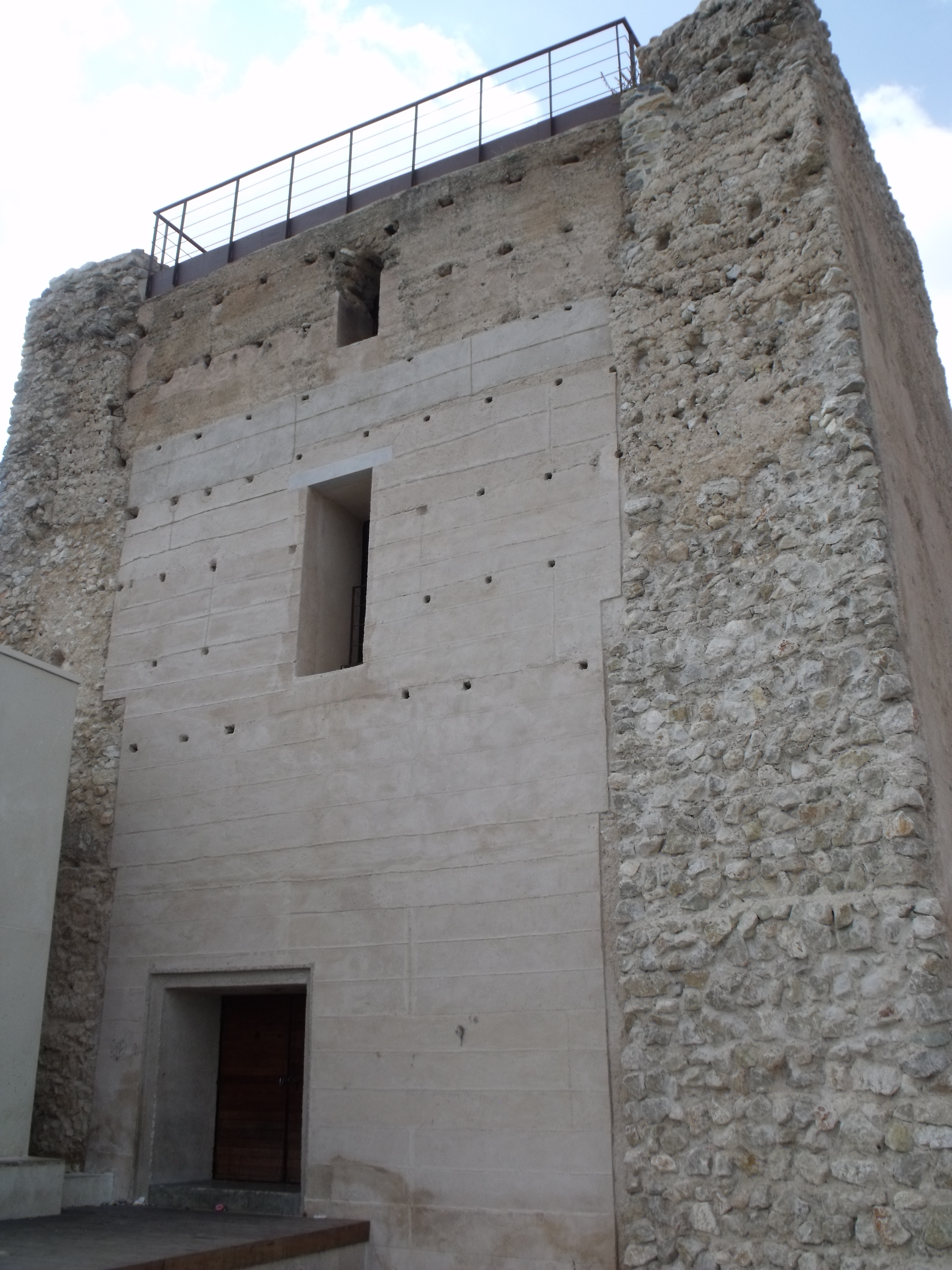
Torreta.
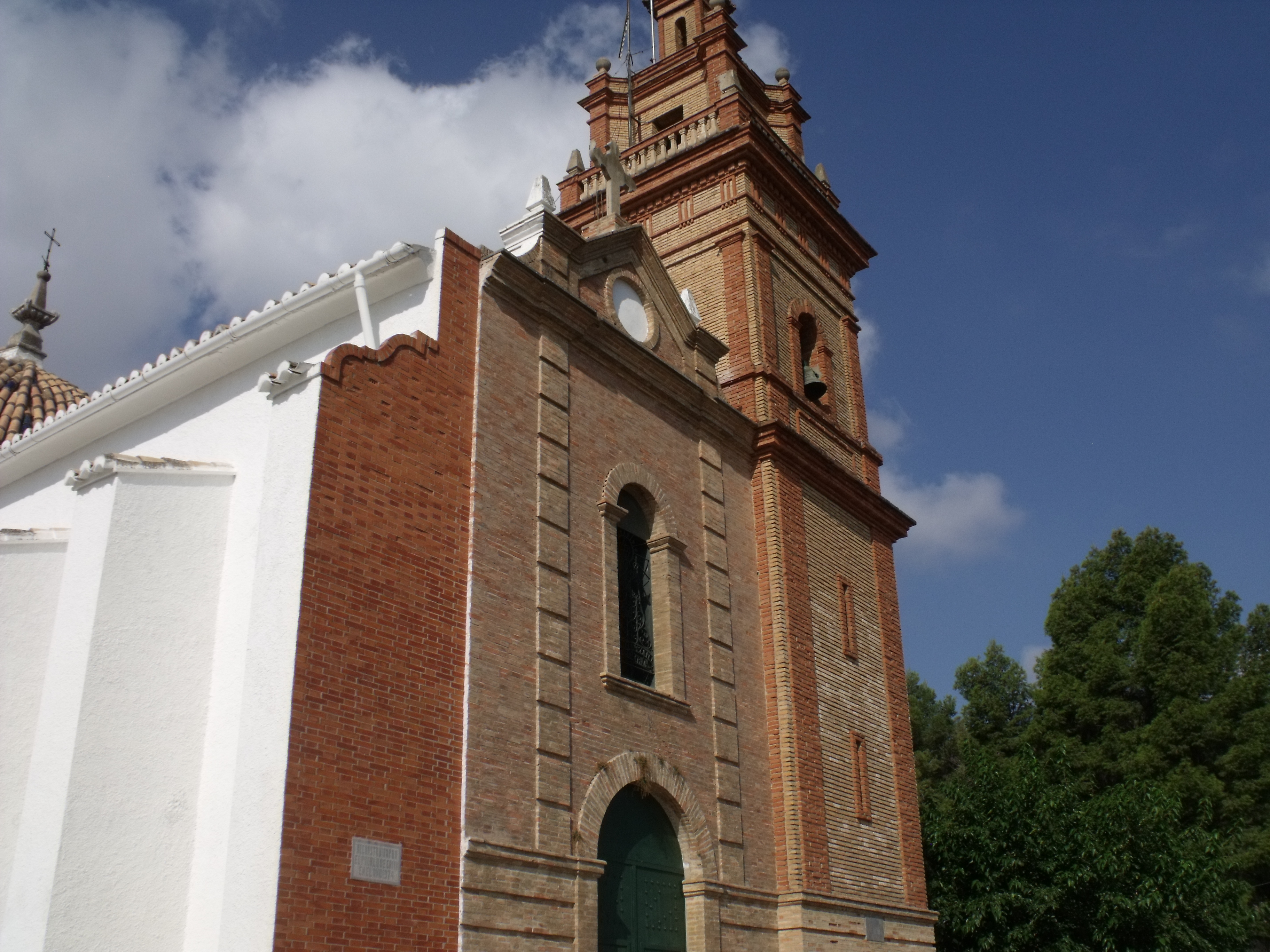
Ermita de la Mare de Déu del Castell.
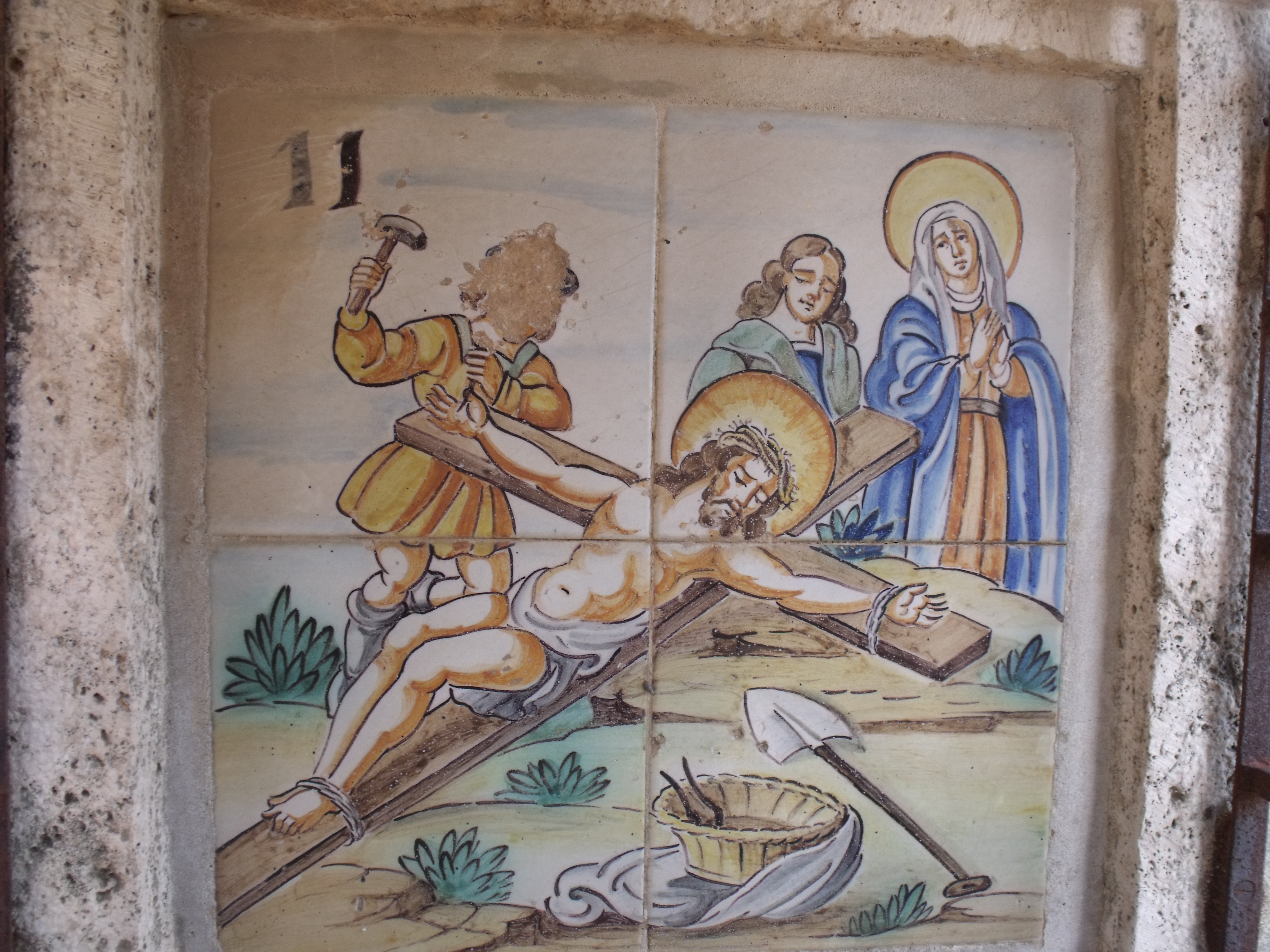
Calvari.
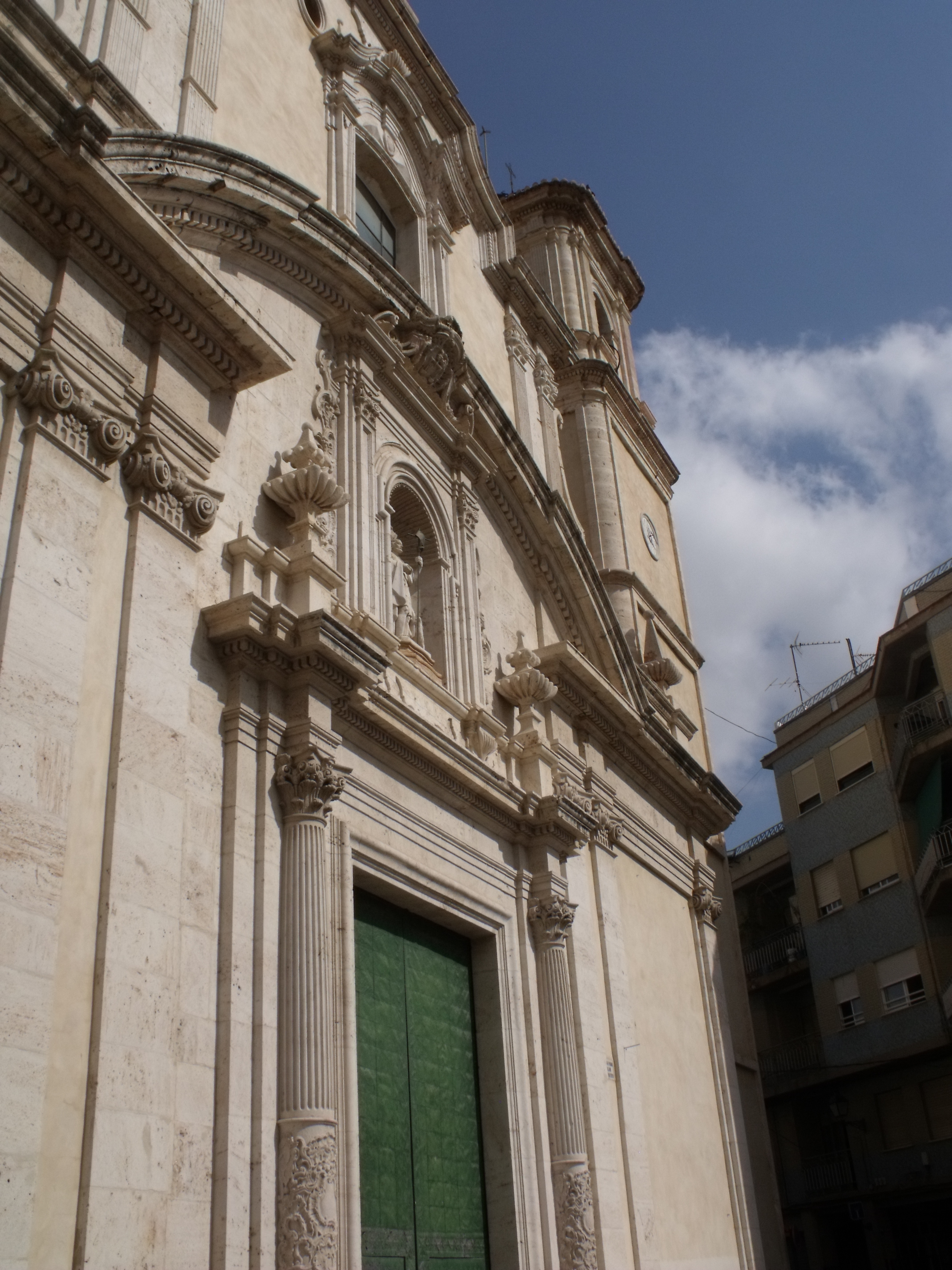
Església de Sant Joan Baptista.
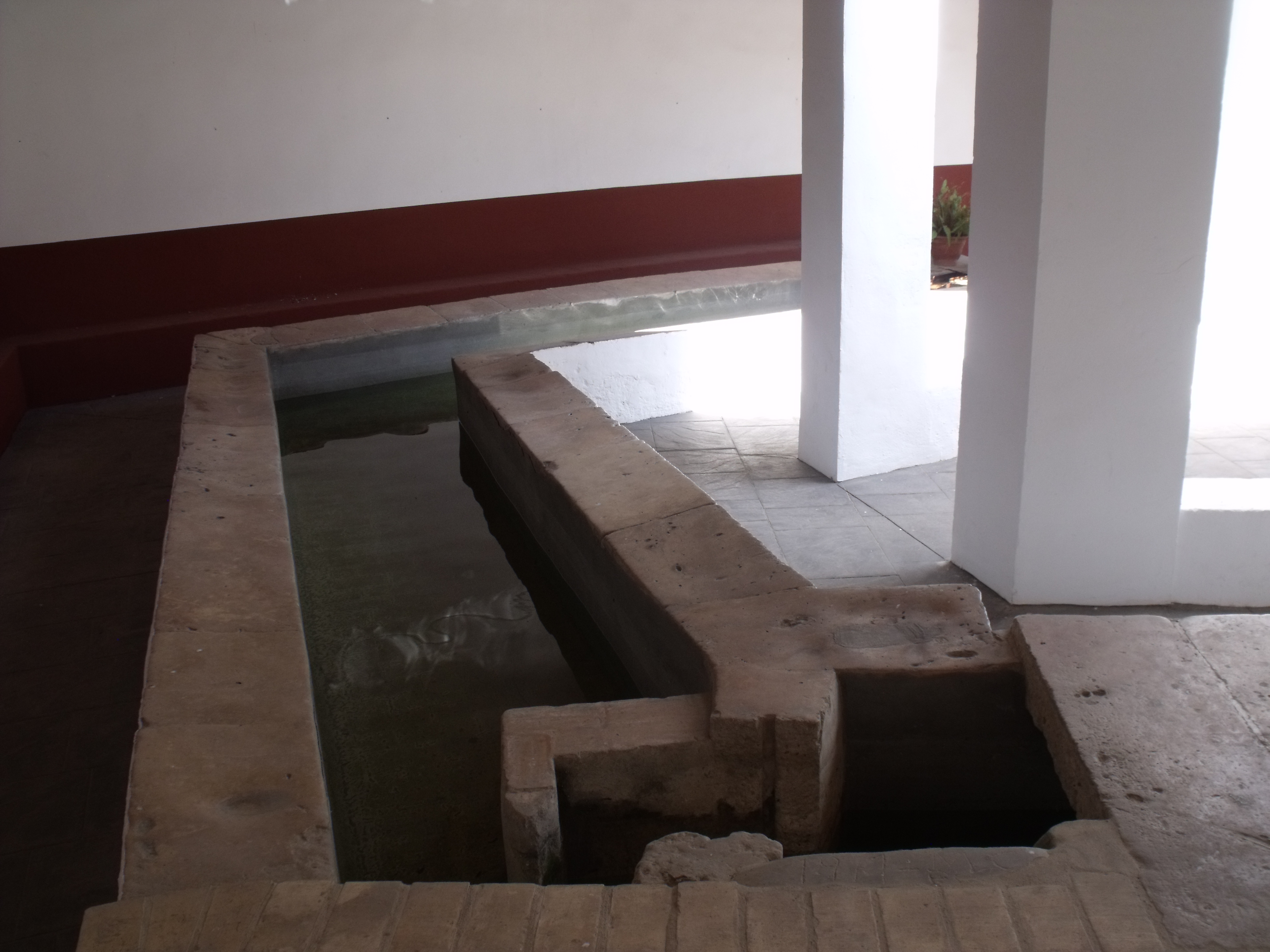
Safareig.

## Cultura
La Societat Musical l'Artística de Xiva és una banda sinfònica d'uns 90-100 músics. Fundada en l'any 1850, aquesta banda ha sigut bressol d'eminències musicals com Luis Antonio García Navarro. En els últims assoliments de la societat musical cap destacar el primer premi en el XXXV Certamen Internacional Vila d'Altea, a la batuta de Francisco Carrascosa Miguel. La societat també alberga a l'Escola d'Educands L.A. García Navarro i a la coral polifònica Verge Del Castell. L'any 2007 va ser inaugurada la casa de la música, lloc on tenen cabuda l'escola d'educands i els llocs d'assaig i concert de la banda simfònica i la coral polifònica.

## Festes i celebracions

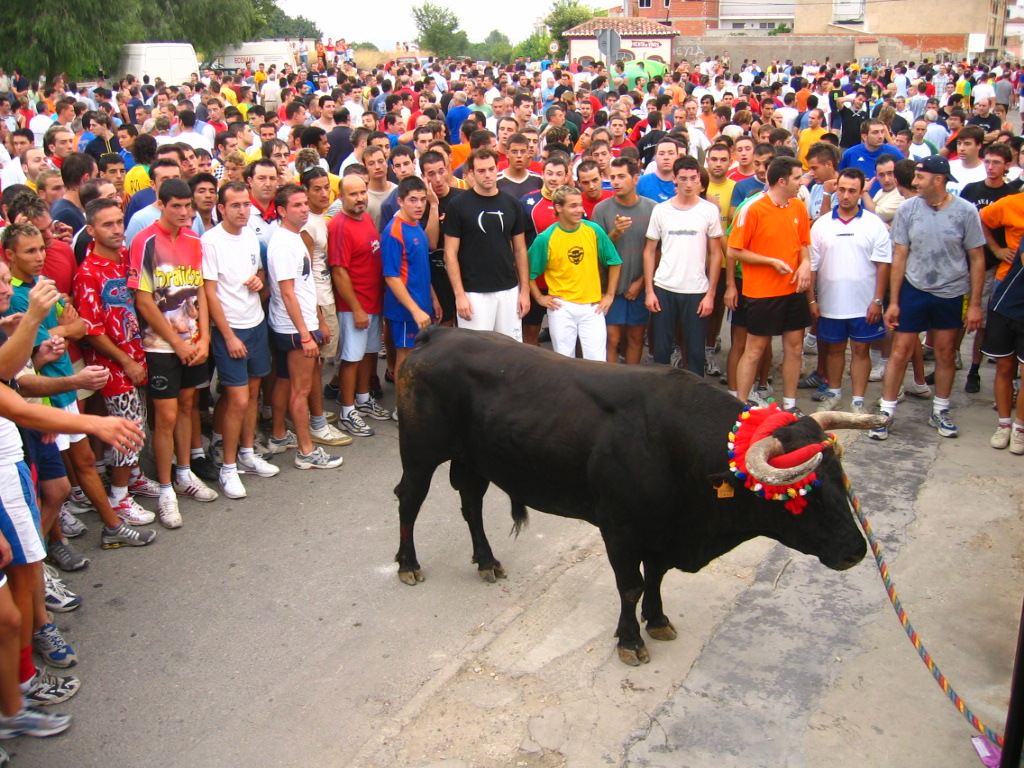
El torico, festa de "bous al carrer"

- Verge del Castell. També conegudes com les festes de setembre, se celebren en honor de la Verge del Castell, patrona de Xiva. La celebració d'aquestes festes té lloc aproximadament durant les dues primeres setmanes de setembre.

- El torico de Xiva. Se celebren a partir de la segona quinzena d'agost. Els dies principals són el 17, 18 i 19 d'agost i consistix en un bou que és portat per diversos carrers del poble amb una corda de què tiren els mossos. Els bous del matí comencen a les 7:30, i els de la vesprada a les 18:30. Durant diversos dies, milers de persones es tiren als carrers i gaudixen de la festa més popular de la localitat.

- Setmana Santa i Diumenge de Resurrecció, comença el divendres anterior al divendres sant amb la processó de la verge dels Dolors, el diumenge de Rams se celebra una breu romeria des del carrer Sant Isidre fins a l'Església, el Dijous se celebra la processó del silenci, en la qual es puja una creu a l'ermita de la verge on aquesta s'hi troba, el divendres se celebra la processó del sant soterrament, el dissabte després de la vigília pascual es realitza la processó de les torxes, i per a culminar els actes religiosos, el diumenge comença el dia amb "despertà", missa, trobada de la verge i el ressuscitat en el passeig de l'Argentina, posterior a això processó, festa de la flor i "mascletà", aquest dia és conegut popularment com la "mañanica de Pascua", a la tarda la gent en quadrilles surt a menjar la mona de pasqua, i més tard acudir a la fira, situada enfront de l'escola d'adults antic escorxador.

## Fills il·lustres
- Manuel Corachan i Garcia (Xiva, 1881 - Barcelona, 1942), metge cirurgià.
- Luis Antonio García Navarro (Xiva, 1941 - Madrid, 2001), músic.